# Ron Scollon
Ron Scollon foi um linguista estadunidense conhecido por seu trabalho em análise do discurso, letramento e comunicação intercultural. Foi influenciado por John J. Gumperz, desenvolvendo o campo da sociolinguística interacional.